# 克里斯汀·夏博诺

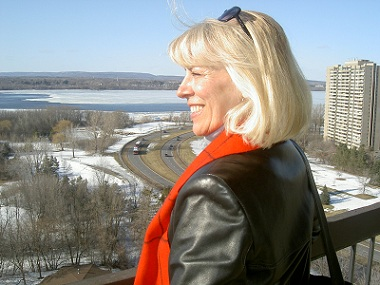
2008年的克里斯汀·夏博诺

克里斯汀·夏博诺（Christine Charbonneau，1943年10月18日—2014年5月29日），是一名加拿大歌手和作曲家。她曾经在三十年的癌症生涯中与席琳迪翁合作。
2014年5月，她因为癌症，死于魁北克蒙特利尔，享年70岁。